# Psaenythia rufipes
Psaenythia rufipes là một loài Hymenoptera trong họ Andrenidae. Loài này được Holmberg mô tả khoa học năm 1886.